# 泗州城遗址
泗州城遗址，位于江苏省淮安市盱眙县，是中华人民共和国全国重点文物保护单位之一。

## 历史
为了加强对汴渠漕运管理，唐开元二十三年（735年），徙泗州于汴口临淮县，遂改临淮县为泗州城。贞元八年（792年），泗州城就有被水淹的记载。为了防洪，北宋时开始筑城。欧阳修在《先春亭记》中记述，景祐三年（1036年），泗州知州张殿承主持筑城外防洪堤“九千二百尺……，高三十五尺，土石为坚，捍暴备灾。”这次筑堤用人力八万五千个，用米一千三百石。防洪堤筑好后，发挥了较好的作用。
泗州城南临淮水，西靠汴河，唐宋两代是漕运中心，有“水陆都会”之称，据《帝乡纪略》和《泗州志》记述，这里是“北枕清口，南带濠梁，东达维扬，西通宿寿，江淮险扼，徐邳要冲，东南之户枢，中原之要会”，“天下无事，则为南北行商之所必历，天下有事，则为南北兵家之所必争。”泗州直属疆域，东至清河界洪泽九十里，西至五河县潼河口一百二十里，南至盱眙县淮河二里，北至宿迁界梅花道口一百五十里。辖七乡五十三里，计有镇集二十二个，是洪泽地区的政治经济中心。
泗州城旧有东、西两座土城，中隔汴河，有汴河桥相连。明代初期西、南两面护城堤已遭毁坏，仅东、北两面尚存堤址。城墙难抵挡住洪水侵袭，始将二城合一，建成砖石城，周长九里三十步，城墙原高二丈。嘉靖三十六年（1557年），遭倭寇围攻。后加高至二丈五尺。据《泗州志》载，泗州共有五座城门，东、西、北各一门，南面有南门和香花门。香花门是为了迎僧伽大师真身从长安归泗州而特建。为了防洪水侵扰，每座城门都建月城和门楼，城外大水，先堵月门，行人从月城堤上出入。城上建城铺45座，每200户看守一座。城上还建防敌炮台六座。每座城门下都建有水关，香花门与北门水关相对应。宋代有漕船、舟楫出入。明代后期，水关先后淤废。
泗州城内外先后共建有名的桥16座，其中城内有8座：即优龙桥、回龙桥、天梯桥、通会桥（也称汴泗桥）、永宁桥、走马街桥、马家桥、魏家桥。城外8座桥为：东门外板桥，西门外板桥，南门外濯清桥，北门外板桥，新桥、通济桥、胭脂桥、浮桥（横跨淮河，连接泗、盱两地）。泗州城外有护城河，环城皆濠，濠外有堤，濠水相通。因沟濠纵横，不仅桥多，各城门都有吊桥，以利通行。泗州城内外，共有五个集贸市场，十五条大街，三十四条巷道。
泗州城为历代州郡所在地：唐朝淮东节度使、南宋淮南东路宣抚使、明洪武初年置泗州卫、明代和清初期庐、凤、淮、扬、滁、徐的钦差以及监察御使，凤泗兵备道，江北提刑按察使等官署。在城内有州衙、都察院、巡监察院、理刑厅、泗州卫、馆驿、仓廒、课税局、阴阳学及邮传总铺等官衙单位；有儒学署、训导署、学正署、社学、决科书院、龙泉书院、泗水书院等文教建筑；还有漕粮中转的常丰仓等仓储建筑。此外，在泗州城内还有钟、鼓楼各一处，寺、庙、庵、祠等建筑53处，还有坛、堂、亭、阁12处，表、坊、碑、碣等24处，还有唐代建造的灵瑞塔和明远大师塔。
明代泗州十二景：“九岗山形蜿蜒，一字河流环带，对岸盱山耸翠，面城淮水浮烟，瞻柏陵园葱蔚，采莲濠畔芬芳，关内渔舟咏月，堤前商橹吟风，龟壁遥睇砥柱，鹅湖闲泛恬波，普照泛图映日，皇华楼阁临流。”
唐、宋、元、明各代，许多文人墨客，驻足泗州，留下大量脍炙人口诗文。宋代米芾知涟水军，道经泗州，曾留有：“京洛风尘千里还，船头出汴翠屏间”。
明洪武十八年（1385年），朱元璋在泗州城北门外十三里处杨家墩，兴建了规模宏大的明代第一陵——“三祖陵寝”。
金章宗明昌五年（公元1194年）黄河夺淮河下游入海之前，淮河是一条清水河，下游段河床深阔，入海口在涟水县云梯关，潮波可达盱眙以上。宋孝宗乾道五年（公元1169年），楼钥《北行日录》记载：“至洪泽，过渎头，舟胶候潮，潮应，乘风过欧家渡。” 黄河夺淮入海后，大量的泥沙使黄淮汇流处清口以上河段水位抬高，淮水下泄受阻，洼地积水扩大，富陵、万家、泥墩、破釜、白水塘等大小诸湖荡逐渐连成一片，汇成一个较大的湖泊。这是洪泽湖形成的开始阶段。明正德十三年（1518年）成书的《淮安府志》附图可以看出，当时淮河下游湖群虽已开始汇聚拓展，但是湖区淮、湖、运并存的形势依然存在。明正统二年（1437年）夏，河、淮泛涨，泗州城东北陴垣崩，水内注，高与檐齐，泗人奔盱山漂流。明天顺四年（1460年），夏淮水溢，水自北门水关入城，水势高至大圣寺佛座。正德十二年（1517年）夏，淮河发生百年不遇大水，淮水灌泗州，“涨至陵门，遂浸墀陛”.据明代卫前街水尺推算，以上大水年，泗州城内水位海拔高度应在9～10米左右，城内地面水深应在2～3米左右。为了提高城区防洪能力，从正德十二年至万历十八年（1590年），明代先后五次进行修城筑堤。万历四、五年间（1576～1577），巡按御史邵陛命杨化、州守陈永直督修泗州城外石堤，堤长一千四百二十七丈（4566米），高九尺有奇（2.88米），阔一丈有奇（3.2米）。又建水闸于香花门和南门外，以泄城内、堤内积水。泗州城人民为感恩邵陛，除在城内建祠、立碑纪念外，还将此堤命名为邵公堤。明弘治七年（1494年），刘大夏主持治河时，堵塞黄陵冈，修筑太行堤，截断黄水北流各泛道，逼黄水南泛，主要走汴泗、睢泗、涡河入淮，使黄河泥沙在淮河下游淤积日益加重。嘉靖四十四年（1565年），河道总理潘季驯，主持治理黄河、淮河和运河。到隆庆四年（1570年）提出“筑堤束水，以水攻沙”的治河方针，历经十八年，才全面完成从郑州以下至苏北云梯关一线黄河两岸提防。黄河两岸提防形成以后，如《行水金鉴》卷三十九所说：“全河尽出徐邳，夺泗入淮”。黄河失去了在淮北平原多股泛流这一天然“沉沙池”，四分之三的泥沙带到了下游河道和河口淤积，在黄、淮、运交汇的清口一带河身不断抬高。黄河河床高于淮河，黄强淮弱。淮水在清口受阻，下泄不畅，逐渐在洪泽湖一带聚集，湖面越来越宽阔，高家堰原来的土堤就成为山阳（今淮安）、高宝地区的防洪屏障。嘉靖后期和隆庆时期，河患频繁，不断在徐、邳、睢一线决口。洪水横流，加剧淮河负担，每到汛期，淮河水位抬高，常常在高家堰一带决口，不断冲击运河、淮扬和里下河地区，灾害连年不绝。苏北淮阴清口，是黄淮运交汇的地方，为了防止清口淤塞，保证漕运畅通，明清两代推行“蓄清刷黄”政策。多次修筑，加高延长洪泽湖大堤，使洪泽湖水位常保持高于黄河的水位。以全淮之水出清口刷黄济运。万历六年（1578年），潘季驯第三次出任总河时，提出“蓄清刷黄”治河方针，在武家墩以南，越城以北，在原有高家堰土堤基础上，筑了六十里的土堤，切断湖周汊流，抬高洪泽湖水位，使其专出清口刷黄，淮黄合流入海。这时的洪泽湖不仅起着淮河防洪作用，而且变成了拦蓄淮水与济运治黄联系起来了。清初，黄淮下游入海水道淤垫严重，黄水从清口倒灌洪泽湖。万历年间陈应芳《敬止集?论水患疏数》记载：“隆庆三年（1569年），黄淮暴溢，横决高堰，入灌诸湖，遂成巨浸，当数十年所仅见耳！”从此开始了连续水灾年“屈指计之，隆庆五年（1571年）水矣，万历二年（1574年）水矣，四年大水，五年又水矣，以至七年、八年、九年、十一年、十四年、十五年、十七年、十九年、二十一年、二十二年，三年无岁不大水矣！”康熙十五年（1676年），淮河河身由原深6～13米淤浅到1～3米。“清口与烂泥浅尽淤”，“洪泽湖底渐成平陆”。高家堰石工原一丈多高，已淤漫三尺，天然减水坝过水终年不断，共冲出九道河。这时靳辅出任河督，他除奉行潘季驯“蓄清刷黄”，“蓄水济运”政策外，还利用洪泽湖替黄河分洪，实施“减黄助清”办法。从砀山毛城铺至睢宁龙虎山沿黄等处建造了39座减水坝，当黄河暴涨，分水南下入湖，以加大洪泽湖水量，抬高洪泽湖水位，增强御黄能力。康熙十六年（1677年），靳辅主持挑浚清口，开挖张福口等五道引河；接着又培修高家堰堤岸，堵塞各决口，从周桥向南至翟坝接筑土堤二十五里。康熙十九年（1680年），在高家堰洪泽湖大堤上创建六座减水坝。至此，洪泽湖大堤基本定型，北起淮阴老坝头，南至洪泽县蒋坝镇，全长60.1公里。通过靳辅的系统整治，使洪泽湖进一步扩大，洪泽湖已成为一座大型人工湖。据中国科学院地理与湖泊研究所，对康熙十九年淮河大水淹没泗州城后，残留的滨湖砂堤推算，当时洪泽湖水位高达18米左右，湖面积可达4000平方公里左右。
清朝康熙十九年(1680)夏秋，淮河上下游地区，连续70天阴雨，“淮、黄并涨，有滔天之势”“六月，淮大溢，外水灌注如建瓴，城内水深数丈，樯帆往来可手援堞口。嘻，甚矣哉，官若浮鸥，民皆抱木而逃，自是城中为具区矣……。 泗州城沉沒在洪澤湖底並迅速被泥沙掩埋。泗州城沉没后成为河口沉积区，快速淤垫，1870年泗州城地区已经接近现在的地表高度。1938年炸开花园口黄河大堤，造成大片黄泛区，泗州城地区又被淤垫半米以上，形成今天的地形地貌。解放后淮河治理，洪泽湖水位下降并稳定，泗州城又退回到陆地。
1974年江苏省泗洪县水利局调查时，实测南城墙炮台墙顶海拔高程在10.7米左右。现在洪泽湖底平均海拔是10～11米。1978年建成的盱眙淮河大桥，在靠近淮河主河道边的小周滩、二淮河滩及芦苇滩钻探时，在8.1～6.7米高程的地面，遇到大量石块、砖瓦片、烂木料等，这应为泗州城墙及房屋遗迹。再对照《帝乡纪略》所载泗州城廓图，淮河大桥工程部分桩基础，正巧在州城东门附近穿城而过。由此断定，古代泗州城地面高程约为6.7米。1982年，江苏省淮阴市曾对明祖陵地面淤土清理至原始地面进行测量，实测海拔高程为11.57米。据明嘉靖十四年（1535年），总理河道刘天和所测陵地与淮河水面高差，推算明代以前淮河岸边地面高程是6.56米，与淮河大桥钻探得数基本吻合，而淮河水面高程应为4.39米，苏北黄海废黄河口高程为4.5米。
1993年起，江苏省盱眙县和省物探院就开始寻找泗州城，但直到1999年才有了突破，勘探队在淮河乡大桥渔场、沿河村和城根村近6万平方米的范围内进行探测，用磁测、雷达和电法配合人工钻探，终于完整地探明了泗州城城墙位置的所在。除了西南一角仍淹在淮河里，泗州城90%的城址都埋藏在地下，距洪泽湖11公里远。2011年12月30日，公布为江苏省文物保护单位，2013年5月公布为全国重点文物保护单位，是一座古城遗址。